# (1967) Menzel
(1967) Menzel ist ein Asteroid des Hauptgürtels, der am 1. November 1905 vom deutschen Astronomen Max Wolf in Heidelberg entdeckt wurde.
Der Asteroid ist nach dem US-amerikanischen Astronomen Donald Howard Menzel benannt.